# 艾滕·阿尔普曼
艾滕·阿尔普曼（土耳其語：Ayten Alpman，1929年10月10日—2012年4月20日）是一名土耳其爵士乐和流行歌手。她在1974年塞浦路斯冲突期间凭借歌曲“我的国家”（土耳其語：Memleketim）成名。

## 生平
艾滕·阿尔普曼出生于1929年的土耳其伊斯坦布尔。高中毕业后，她曾担任伊斯坦布尔电台的独唱歌手。后来她在阿里夫·马丁的鼓励下开始演唱爵士歌曲。1959年，阿尔普曼发行了第一张唱片“Sayonara/Passion Flower”。1972年她发行了歌曲“我的国家”（Memleketim），这一歌曲在1974年塞浦路斯冲突期间在塞浦路斯和土耳其非常受欢迎。1995年，她接受了声带结节手术。术后于1999年，阿尔普曼发行专辑，其中收录了许多她最喜欢的歌曲。
阿尔普曼的代表作包括《我不能没有你》（Sensiz Olmam）、《如果他在我身边》（Yanımda Olsa）和《我愿意》（Ben Varım）。

## 个人生活
1953年，阿尔普曼与爵士钢琴家兼作曲家伊尔哈姆·金瑟结婚，后于1960年与之离婚。
1968年，她与乌米特·阿克苏（Ümit Aksu）结婚。
2012年4月20日，阿尔普曼在伊斯坦布尔因呼吸衰竭去世，享年82岁。4月22日，她被安葬于伊斯坦布尔国家公墓。在她逝世后，土耳其总理雷杰普·塔伊普·埃尔多安发布消息称“阿尔普曼的歌曲将被永远铭记”。

## 奖项
2007年，艾滕·阿尔普曼在伊斯坦布尔文化艺术基金会（IKSV）举办的伊斯坦布尔爵士音乐节中获终身成就奖。